# Derry Irvine, baron Irvine af Lairg
Alexander Andrew Mackay Irvine, baron Irvine af Lairg, PC, QC, (født 23. juni 1940), kendt som Derry Irvine, er en britisk (skotsk) politiker fra Labour. Han er advokat, dommer og medlem af Overhuset. Han har været lordkansler.

## Medlem af Overhuset
Derry Irvine blev medlem af Overhuset i 1987. Han var Labours skyggelordkansler fra 1992 til 1997.

## Lordkansler
Derry Irvine var lordkansler fra 1997 til 2003. Som lordkansler var han leder af det britiske retsvæsen (især med beføjelser i England og Wales). Desuden var han regeringsudpeget formand for Overhuset (Lord Speaker).
1. ↑  Navnet er anført på engelsk og stammer fra Wikidata hvor navnet endnu ikke findes på dansk.
2. ↑  Navnet er anført på engelsk og stammer fra Wikidata hvor navnet endnu ikke findes på dansk.
3. ↑  Navnet er anført på engelsk og stammer fra Wikidata hvor navnet endnu ikke findes på dansk.
4. ↑  Navnet er anført på engelsk og stammer fra Wikidata hvor navnet endnu ikke findes på dansk.
5. ↑  Navnet er anført på engelsk og stammer fra Wikidata hvor navnet endnu ikke findes på dansk.
6. ↑  Navnet er anført på engelsk og stammer fra Wikidata hvor navnet endnu ikke findes på dansk.